# René Descartes
René Descartes (n. 31 martie 1596, Descartes, Centre-Val de Loire, Franța – d. 11 februarie 1650, Stockholm, Suedia), cunoscut de asemenea cu numele latin Renatus Cartesius, a fost un filosof și matematician francez.

## Biografie

### Primii ani, educație
S-a născut în localitatea La Haye en Touraine în 1596, fiind al treilea copil al cuplului Joachim și Jeanne Descartes, o familie de mici nobili din regiunea Touraine, Franța. La  numai un an de la nașterea lui René, mama sa se  stinge din viață ; Descartes va fi crescut de o doică și se pare că a fost contaminat de  boala de plămâni care a cauzat moartea acestuia.
De mic copil și-a manifestat curiozitatea pentru fenomenele naturii.
În 1604, la vârsta de 8 ani, este încredințat noului așezământ al iezuiților din La Flèche, bastion al gândirii aristotelice. Aici studiază latina și greaca, precum și matematica, fizica, logica, morala și metafizica. Îl cunoaște pe polimatul Marin Mersenne, cu care va purta o vastă și variată corespondență și va întreține o relație îndelungată de prietenie intelectuală.
La 14 ani a început să compună lucrări de matematică și filozofie.
În 1612 a plecat la Paris unde, încurajat de prietenul Mersenne, în 1615 s-a dedicat matematicii.
Între 1614 și 1617 își ia bacalaureatul și licența în drept la Universitatea din Poitiers.
În 1616 a obținut licența în Drept la Universitatea din Poitiers.

### Militar
În 1618 Descartes se înrolează într-una din armatele "la modă" de pe atunci, cea a prințului de Orania, fără vreun imbold deosebit pentru viața militară. Încartiruit în Olanda, la Breda, Descartes se va întâlni pe 10 noiembrie 1618 cu un om care-i va marca destinul: Isaac Beeckman, matematician și fizician care-i stimulează lui Descartes gustul invenției științifice. Tot în 1618, Descartes scrie un mic tratat de muzică (Compendium Musicae), dedicat lui Beeckman, și se ocupă intens de matematică.
În aprilie 1619 pleacă din Olanda spre Danemarca și Germania. Asistă la încoronarea (28 iulie) împăratului Ferdinand al II-lea, la Frankfurt. Petrece iarna la Neuburg, pe Dunăre, angajat în armata catolică a ducelui de Bavaria în decursul  războiului de 30 de ani (1618 - 1648). În noaptea de 10 - 11 noiembrie are un faimos «vis» ce îi relevă "fundamentele unei științe admirabile", ideile directoare ale metodei sale de mai târziu.

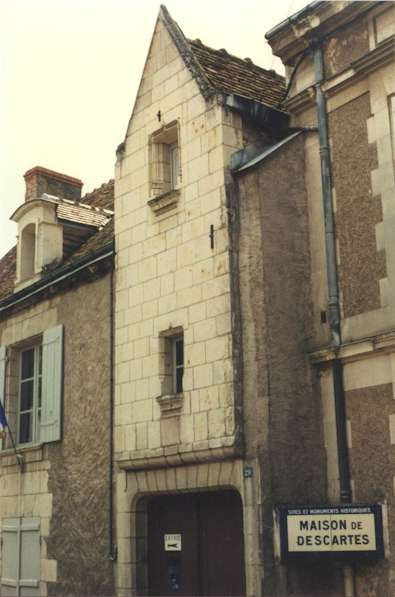
Casa natală a lui René Descartes, acum muzeu

### Călătorii, anii din Țările de Jos
Între 1621 și 1622 –sejur în Franța la La Haye. Își vinde averea, pentru a-și asigura liniștea și "independența materială". Între 1623-1625 scurt sejur la Paris. Călătorește în Elveția, Tirol și Italia.
În 1628 compune, în latină Regulile pentru îndrumarea minții, lucrare neterminată și rămasă inedită până în 1701.
În toamna lui 1628 se stabilește în Țările de Jos, unde rămâne 20 de ani. Sunt anii în care publică cele mai importante opere ale sale: Discursul, Meditațiile, Principiile, Pasiunile.
În noiembrie 1633 află de condamnarea lui Galilei și renunță la publicarea  tratatului său "Lumea", care se sprijinea pe sistemul copernican.
În 1635 se naște fiica sa, Francine, concepută cu o servitoare. În iunie 1637 apare la Leiden, fără semnătură, Le Discours de la méthode, în franceză, urmat de eseurile Dioptrica, Meteorii și Geometria. Urmează reacții vii la aceste tratate, mai ales din partea lui Roberval și Fermat, la care se adaugă tatăl lui Pascal. Tot în această perioadă se va declanșa și conflictul dintre Descartes și Fermat.
În 1640, în septembrie moare fiica sa Francine iar în octombrie moare tatăl său. Descartes e foarte afectat. În 1641 publică, la Paris, în latină, Meditationes metaphysicae, (Meditații metafizice), opera sa capitală; traducerea franceză apare în 1647, la Paris, revăzută de Descartes însuși. Descartes trimite tratatul, înainte de publicare, prin intermediul lui Mersenne, unor intelectuali de seamă (printre care Pierre Gassendi și Thomas Hobbes) și unor iezuiți (printre care tânărul teolog Antoine Arnauld) pentru ca aceștia să-și exprime obiecțiile la pozițiile sale metafizice. Așa iau naștere 'Obiecțiile și răspunsurile', care vor fi publicate odată cu tratatul și fac corp comun cu acesta, având un important rol explicativ.

### Cartezianism și confruntări intelectuale
Între 1642-1644 are loc prima confruntare majoră a cartezianismului cu filosofia vremii printr-o îndelungată polemică la Universitatea din Utrecht, cu Voetius, profesor de teologie și rector al universității, care îl acuză pe Descartes de calomnie și de ateism. Polemica a dus la condamnarea "filosofiei noi" în Olanda și a continuat la Leiden până după moartea lui Descartes, implicând tot mai multe personaje.

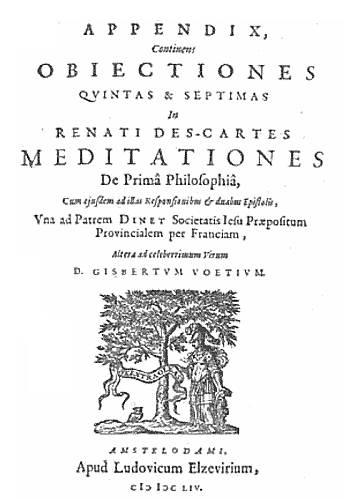
Coperta Meditațiilor, 1641

În 1644 Principia philosophiae (Principiile filosofiei), scrise cu intenția de a înlocui manualele aristotelice, contribuie la sporirea renumelui lui Descartes și la diseminarea filosofiei carteziene.

### Ultimii ani, decesul
Între 1645 - 1646, la solicitarea prințesei palatine Elisabeta de Boemia, scrie Les Passions de l'âme (Pasiunile sufletului), publicată abia în 1649. Descartes întreține o semnificativă corespondență cu prințesa Elisabeta de Boemia.
Descartes acceptă în 1649 invitația din partea reginei Cristina a Suediei pentru a se deplasa în îndepărtatul și frigurosul ținut nordic. Se stinge din viață pe 11 februarie 1650 în urma pneumoniei contractate în timpul deplasărilor de la reședința sa la palatul regal pentru a preda filosofia, la orele cinci ale dimineții – singurul moment al zilei în care regina considera că avea "mintea limpede".
Rămășițele pământești sunt transportate, în 1667, în Franța la Saint-Etienne-du-Mont. Abia în 1792 au fost transferate la Jardin Elysee.

## Contribuții
Deși contribuțiile intelectuale ale lui Descartes au fost extrem de numeroase și substanțiale, dedicând lucrări și tratate matematicii (algebrei, geometriei, numerelor complexe), fizicii și muzicii, totuși influența sa dominantă a rămas în filozofie, și mai exact în formularea curentului filozofic al cartezianismului de care se leagă numele său. De aceea, deloc întâmplător, cartezianismul rămâne unul din curentele de gândire dominante pe toată cea de-a doua jumătate a secolului al XVII-lea, fiind continuat, pe plan metafizic, de Spinoza și Leibniz.

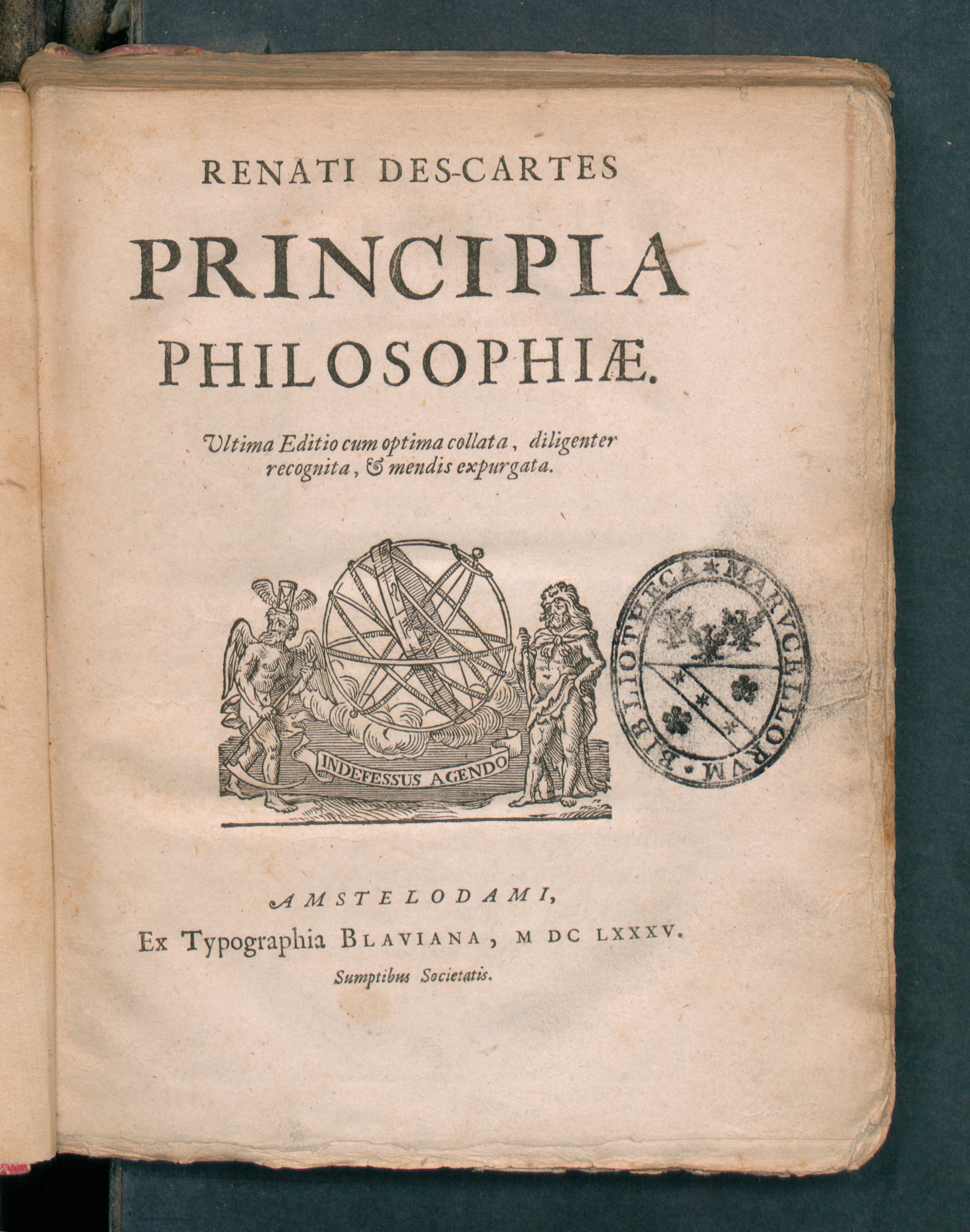
Principia philosophiae, 1685

### Matematică
În timpul campaniilor sale, și-a concretizat ideile de bază pe care s-au bazat marile sale descoperiri.
A fondat liniile mari ale științei noi sub forma matematicii universale, a reformat algebra, a fondat o nouă geometrie, numită "geometrie analitică".
În 1630 începe descrierea meteoriților după observațiile făcute la Roma cu un an înainte.
A descoperit ovalele care îi poartă numele (ovalele lui Descartes).
Descartes este primul matematician care a introdus utilizarea calculului algebric pentru studiul proprietăților geometrice ale figurilor, ceea ce a condus la apariția geometriei analitice.
A găsit aplicația numerelor complexe în geometria analitică.
A introdus utilizarea numerelor negative.
În ceea ce privește teoria numerelor, a studiat numerele perfecte și a descoperit anumite proprietăți ale acestora. De asemenea, a elaborat metoda de determinare a rădăcinilor întregi ale unei ecuații, prin descompunerea în factori a termenului liber.
O altă descoperire importantă a lui Descartes o constituie regula semnelor la ecuațiile algebrice.
În 1638 a dedus cuadratura cicloidei și a studiat reprezentarea funcției {\displaystyle x^{3}+y^{3}=axy,}
numită foliul lui Descartes.

### Fizică
Prin ideile sale îndrăznețe și novatoare, Descartes a contribuit la dezvoltarea mecanicii.
Astfel, s-a ocupat de teoria ciocnirii corpurilor, a întreprins cercetări asupra căderii corpurilor.
În optică, a enunțat legile refracției luminii într-un mediu omogen.